# Premis YoGa 2012
Els 23è Premis YoGa foren concedits al "pitjoret" de la producció cinematogràfica de 2011 per Catacric la nit del 8 al 9 de febrer de 2012 "en un lloc cèntric de Barcelona" per un jurat anònim que ha tingut en compte les apreciacions, comentaris i suggeriments dels lectors de la seva web, de Facebook i de Twitter. Es va donar la casualitat que el premi a la pitjor pel·lícula estrangera, L'arbre de la vida, era candidata també a l'Oscar a la millor pel·lícula.

## Guardonats
| Secció           | Premi               | Nom                                         | Guanyador                                                                                                  |
| ---------------- | ------------------- | ------------------------------------------- | --- |
| Cinema estranger | Pitjor pel·lícula   | "Habemus plastam"                           | L'arbre de la vida                                                                                         |
| Cinema estranger | Pitjor director     | "Mel-eñeco"                                 | Jodie Foster, per El castor                                                                                |
| Cinema estranger | Pitjor actor        | "En busca del aura perdida"                 | Harrison Ford, per Cowboys & Aliens, Morning Glory, Mesures extraordinàries i Crossing Over                |
| Cinema estranger | Pitjor actriu       | "Para qué sirve un Oscar (o dos)"           | Hilary Swank, per La nit de Cap d'Any, The Resident i Betty Anne Waters                                    |
| Cinema espanyol  | Pitjor pel·lícula   | "No me vuelvas a contar cómo pasó"          | La voz dormida                                                                                             |
| Cinema espanyol  | Pitjor direcció     | "Mientras duermes"                          | Juan Carlos Fresnadillo, per Intruders                                                                     |
| Cinema espanyol  | Pitjor actor        | "Tú lo que quieres es que me coma el tigre" | Roberto Álamo i Marisa Paredes, per La piel que habito                                                     |
| Cinema espanyol  | Pitjor actriu       | "Tú lo que quieres es que me coma el tigre" | Roberto Álamo i Marisa Paredes, per La piel que habito                                                     |
| Cinema espanyol  | Uno de los nuestros | "No es País para egos"                      | Carlos Boyero                                                                                              |
| Especials        | Directors           | "Promoción fantasma"                        | - Eduardo Chapero-Jackson, per Verbo - Isaki Lacuesta, per Els passos dobles - Miranda July, per El futuro |
| Especials        | Premis              | "Catalunya über alles"                      | Premis Gaudí 2012, amb menció especial al «discurs del rei»: ¡Joel (Joan), qué discurso!                   |